# Янченко Олександр Андрійович
Олександр Андрійович Янченко — український поміщик, кавалер ордену св. Володимира 4 ступені.
Син Андрія Васильовича Янченко, власника села Добропілля. Олександр Андреевичь вперше згадується як господар маєтку Янченко в 1839 році а найпізніше 1860 році.
Олександр дослужився до штабс капітана. Був одружений з Марією Йосипівною Казанцевою. У них в сім'ї було восьмеро дітей. 11 вересня 1849 році Олександр був нагороджений орденом св. Володимира 4 ступеня. Початок його діяльності як Добропільського поміщика було сопрежена з певними проблемами. Двічі в 1839 і 1840 роках, маєток Янченко потрапляло під заборону по сенатським оголошенням. Незважаючи на заборону Олександру вдалося продати частину земель.
Олександр помер на початку 60-х років його спадкоємцем і новим поміщиком села Добропілля став його син Петро Олександрович Янченко.